# Grande Prémio Abimota
O Grande Prémio Abimota é uma carreira de ciclista portuguesa criada em 1977 e disputada ao mês de junho.

## Palmarés
| Ano       | Vencedor                 | Segundo                 | Terceiro                |
| --------- | ------------------------ | ----------------------- | ----------------------- |
| 1977      | Flávio Henriques         |                         |                         |
| 1978      | Fernando Mendes          | Marco Chagas            | Adelino Teixeira        |
| 1979      | Firmino Bernardino       |                         |                         |
| 1980      | António Alves            |                         |                         |
| 1981      | Adelino Teixeira         |                         |                         |
| 1982      | Adelino Teixeira         |                         |                         |
| 1983      | António Alves            |                         |                         |
| 1984      | António Pinto            |                         |                         |
| 1985      | José Amaro               |                         |                         |
| 1986      | António Pinto            |                         |                         |
| 1987      | Joaquim Gomes            |                         |                         |
| 1988-1989 | Não-disputado            | Não-disputado           | Não-disputado           |
| 1990      | Fernando Batista         |                         |                         |
| 1991      | Joaquim Adrego Andrade   | António Rodrigues       |                         |
| 1992      | Luís Santos              |                         |                         |
| 1993      | Fernando Carvalho        | Joaquim Salgado         | Carlos Marta            |
| 1994      | Youri Sourkov            | Paulo Ferreira          | Jorge Carvalho          |
| 1995      | Romes Gainetdinov        | Paulo Ferreira          | Vidal Fitas             |
| 1996      | Delmino Pereira          |                         |                         |
| 1997      | José Azevedo             | Joaquim Gomes           | Joaquim Sampaio         |
| 1998      | Joaquim Adrego Andrade   | Carlos Carneiro         | Carlos Marta            |
| 1999      | Rui Lavarinhas           | José Azevedo            | Vítor Gamito            |
| 2000      | Gustavo Otero            | Michele Laddomada       | Luis Javier Castelhano  |
| 2001      | Joaquim Sampaio          | Nuno Silva              | David García Dapena     |
| 2002      | Nuno Ribeiro             | Pedro Miguel Lopes      | Francisco Pérez Sánchez |
| 2003      | Vicente Reynés           | David García Dapena     | Gustavo Domínguez       |
| 2004      | Pedro Soeiro             | Claudio Faria           | Luís Miguel Sarreira    |
| 2005      | Célio Sousa              | Jordi Grau              | Pedro Soeiro            |
| 2006      | Tiago Machado            | Ricardo Mestre          | José Ramón Troncoso     |
| 2007      | Vítor Rodrigues          | Claudio Faria           | Heldér Oliveira         |
| 2008      | Filipe Cardoso           | Francisco José Pacheco  | Pedro Soeiro            |
| 2009      | Joaquim Sampaio          | Hernâni Brôco           | José Mendes             |
| 2010      | Anulado                  | Anulado                 | Anulado                 |
| 2011      | Edgar Pinto              | César Deshielo          | António Amorim          |
| 2012      | Moisés Dueñas Nevado     | Joni Brandão            | António Carvalho        |
| 2013      | Sérgio Ribeiro           | Jorge Martín Montenegro | Filipe Cardoso          |
| 2014      | Eduard Prades            | Arkaitz Durán           | César Deshielo          |
| 2015      | David da Fonte           | Amaro Antunes           | Samuel Caldeira         |
| 2016      | Filipe Cardoso           | Juan Ignacio Pérez      | Luís Mendonça           |
| 2017      | Vicente García de Mateos | Filipe Cardoso          | César Deshielo          |
| 2018      | Óscar Pelegrí            | Luís Mendonça           | Frederico Figueiredo    |
| 2019      | Gotzon Martín            | Antonio Angulo          | César Deshielo          |
| 2020      | Anulado Devido           | a Pandemia              | Covid -19               |
| 2021      | Tomás Contte             | Rafael Reis             | Daniel Freitas          |
| 2022      | Luís Mendonça            | Hugo Nunes              | Rafael Silva            |
| 2023      | Rafael Reis              | Luís Gomes              | Jose Sousa              |